# گلسر (سرده)
گلسر (نام علمی: Cephalanthera) نام یک سرده از تیره ثعلبیان است.